# Artabotrys libericus
Artabotrys libericus este o specie de plante angiosperme din genul Artabotrys, familia Annonaceae, descrisă de Friedrich Ludwig Diels. Conform Catalogue of Life specia Artabotrys libericus nu are subspecii cunoscute.